# Stolzia grandiflora
Stolzia grandiflora är en orkidéart som beskrevs av Phillip James Cribb. Stolzia grandiflora ingår i släktet Stolzia och familjen orkidéer.

## Underarter
Arten delas in i följande underarter:
- S. g. grandiflora
- S. g. lejolyana